# Apollo 14
Apollo 14 a fost a opta misiune din programul Apollo și a treia care a dus oameni pe Lună. Ea a durat nouă zile, și a început cu lansarea de la 31 ianuarie 1971, și a continuat cu aselenizarea de la 5 februarie. Modul Lunar a aselenizat în formațiunea Fra Mauro; aceasta era destinația nereușitei misiuni Apollo 13. În timpul celor două activități extravehiculare, s-au adunat peste 45 kg de roci lunare și s-au efectuat mai multe experimente, printre care studii seismice. Comandantul Alan Shepard a lovit două mingi de golf de pe suprafața lunară cu o crosă improvizată adusă de pe Pământ. Pilotul modulului de comandă Stuart Roosa a luat cu el câteva sute de semințe, dintre care multe încolțiseră până la întoarcere.